# Oberostendorf
Oberostendorf ist eine Gemeinde im schwäbischen Landkreis Ostallgäu.

## Geografie
Die Gemeinde liegt im sogenannten Kirchweihtal am Hühnerbach. Die Höhenlage beträgt 655 m ü. NHN nördlich von Unterostendorf bis 727 m ü. NHN bei Krämoos.

## Gemeindegliederung
Es gibt fünf Gemeindeteile (in Klammern ist der Siedlungstyp angegeben):
- Gutenberg (Pfarrdorf)
- Krämoos (Einöde)
- Lengenfeld (Pfarrdorf)
- Oberostendorf (Pfarrdorf)
- Unterostendorf (Kirchdorf)

Es gibt die Gemarkungen Gutenberg, Lengenfeld, Oberostendorf und Unterostendorf.

## Geschichte

### Bis zur Gemeindegründung
Die Gemeinde wurde erstmals 890 als Ostrindorf urkundlich erwähnt und gehört damit neben Waal zu den ältesten Orten der Gegend. Im heutigen Gemeindegebiet teilte sich das Hochstift Augsburg die Herrschaft mit der Freien Reichsstadt Kaufbeuren sowie den Herren Hörmann von und zu Gutenberg. Mit dem Reichsdeputationshauptschluss von 1803 kam der Ort zu Bayern. Im Jahr 1818 entstand die Gemeinde.

### Eingemeindungen
Im Zuge der Gebietsreform in Bayern wurde am 1. Juli 1972 die Gemeinde Unterostendorf eingegliedert. Am 1. Mai 1978 kamen Gutenberg und Lengenfeld hinzu.

### Einwohnerentwicklung
- 1961: 1108 Einwohner[5]
- 1970: 1033 Einwohner[5]
- 1987: 1158 Einwohner
- 1991: 1224 Einwohner
- 1995: 1238 Einwohner
- 2000: 1256 Einwohner
- 2005: 1289 Einwohner
- 2010: 1311 Einwohner
- 2015: 1372 Einwohner
- 2020: 1519 Einwohner

Oberostendorf wuchs von 1988 bis 2008 um 130 Einwohner bzw. um ca. elf Prozent. Zwischen 1988 und 2018 wuchs die Gemeinde von 1166 auf 1425 um 259 Einwohner bzw. um 22,2 %.

## Politik

### Gemeinderat
Die Gemeinderatswahl 2020 erbrachte folgende Sitzverteilung:
- Wählergruppe Oberostendorf (WGO): 8 Sitze
- Bürgerblock Oberostendorf (BBO): 4 Sitze

### Bürgermeister
Erster Bürgermeister ist seit 1. April 2025 Günter Mayer (Wählergruppe Oberostendorf), der am 30. März 2025 bei einer Nachwahl mit 57 Prozent der Stimmen gewählt wurde. Sein Vorgänger Helmut Holzheu (WGO) stand vom 1. Mai 2014 bis 31. Dezember 2024 an der Gemeindespitze und trat aus gesundheitlichen Gründen in den Ruhestand. Dessen Vorgänger war Karl Fischer (Wählergruppe).

### Wappen und Flagge
| | | \| \| Blasonierung: „In Rot auf einer silbernen Spitze sitzend eine silberne Taube, die im Schnabel einen sechsstrahligen goldenen Stern trägt.“[9] \| \| Wappenbegründung: Die Taube des Heiligen Geistes war das Siegelbild des Spitals in Kaufbeuren, das seit dem späten Mittelalter in Oberostendorf reich begütert war. Im Jahr 1570 erwarb es außerdem die Dorfherrschaft mit Hoch- und Niedergerichtsbarkeit von Jakob Rehlinger, einem Augsburger Bürger. Die Rehlinger erscheinen ab 1523 als Besitzer in Oberostendorf. Die Spitze stammt aus ihrem Wappen. Der Stern weist auf die Reichsstadt Kaufbeuren, den einstigen Träger der Heilig-Geist-Stiftung. Das Gemeindewappen von Oberostendorf wurde am 20. April 1959 vom Innenminister von Bayern genehmigt. Die Bannerflagge ist weiß-rot gestreift und trägt das Gemeindewappen nach oben versetzt. \| \| |
| | Blasonierung: „In Rot auf einer silbernen Spitze sitzend eine silberne Taube, die im Schnabel einen sechsstrahligen goldenen Stern trägt.“ | |
| Wappenbegründung: Die Taube des Heiligen Geistes war das Siegelbild des Spitals in Kaufbeuren, das seit dem späten Mittelalter in Oberostendorf reich begütert war. Im Jahr 1570 erwarb es außerdem die Dorfherrschaft mit Hoch- und Niedergerichtsbarkeit von Jakob Rehlinger, einem Augsburger Bürger. Die Rehlinger erscheinen ab 1523 als Besitzer in Oberostendorf. Die Spitze stammt aus ihrem Wappen. Der Stern weist auf die Reichsstadt Kaufbeuren, den einstigen Träger der Heilig-Geist-Stiftung. Das Gemeindewappen von Oberostendorf wurde am 20. April 1959 vom Innenminister von Bayern genehmigt. Die Bannerflagge ist weiß-rot gestreift und trägt das Gemeindewappen nach oben versetzt. | | |

### Verwaltung
Die Gemeinde ist Mitglied der Verwaltungsgemeinschaft Westendorf.

## Kultur und Sehenswürdigkeiten
Sehenswert ist die ehemalige Wallfahrtskirche Mariä Himmelfahrt (Oberostendorf) aus dem 15. Jahrhundert. In der Gutenberger Pfarrkirche St. Margareta befindet sich eine Gruft der Kaufbeurer Patrizierfamilie Hörmann, von 1543 bis 1803 Grundherrn von Gutenberg. In Gutenberg existiert ein Heimatmuseum im denkmalgeschützten ehemaligen Amtshaus der Hörmann, Schulstraße 2. Die Kapelle Zur Heiligsten Dreifaltigkeit südwestlich des Ortes wurde 1704 aufgrund eines Gelöbnisses errichtet. Die Pfarrkirche St. Nikolaus Lengenfeld ist im Kern spätmittelalterlich; 1707 erfolgt ein Neubau des Chores und die Errichtung des Turmoberteils. Die Pfarrkirche in Unterostendorf ist eine ursprünglich gotische, barockisierte Saalkirche von 1753 mit einer vom Rokoko geprägten Ausstattung.

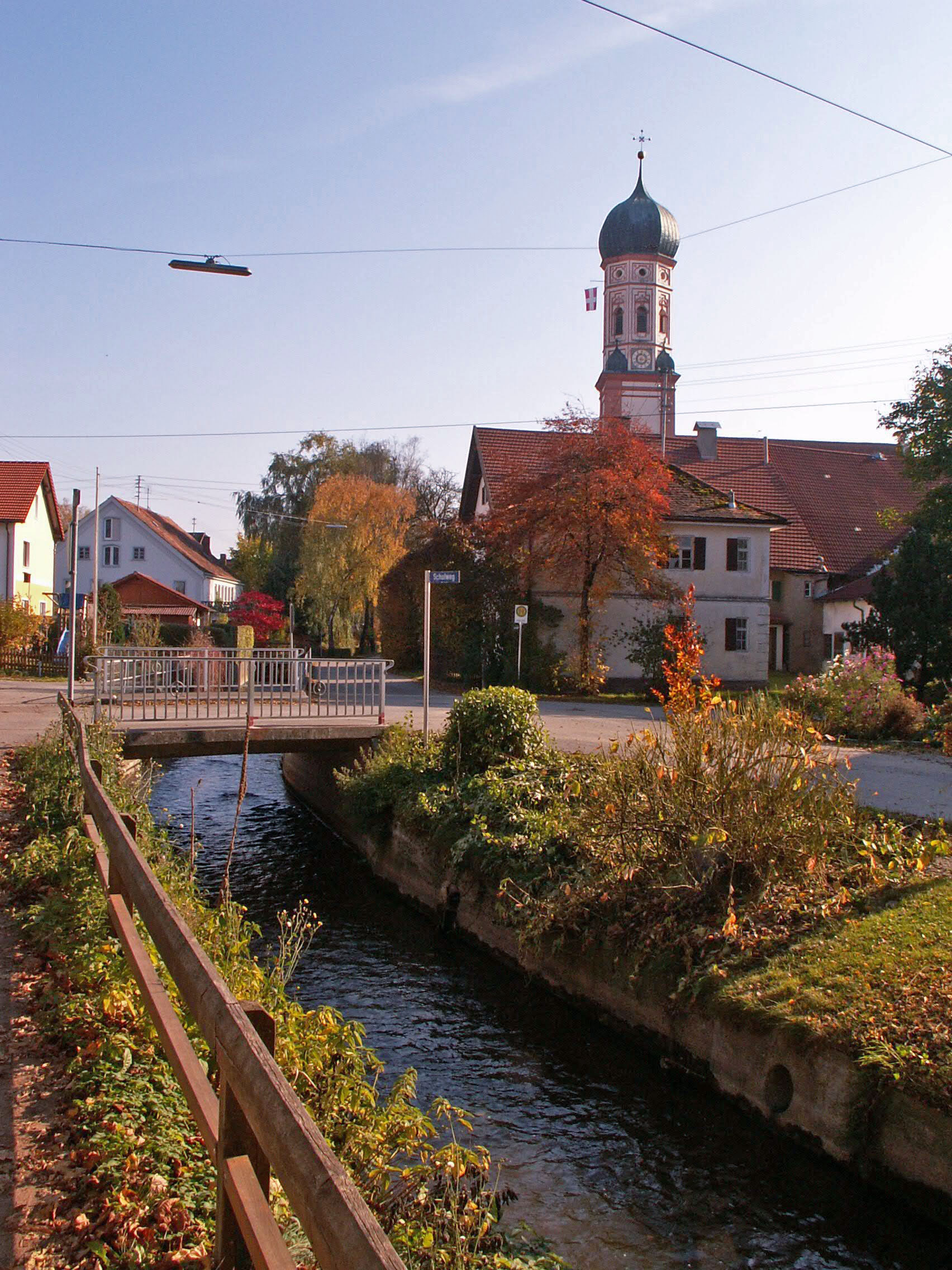
Am Hühnerbach in Oberostendorf
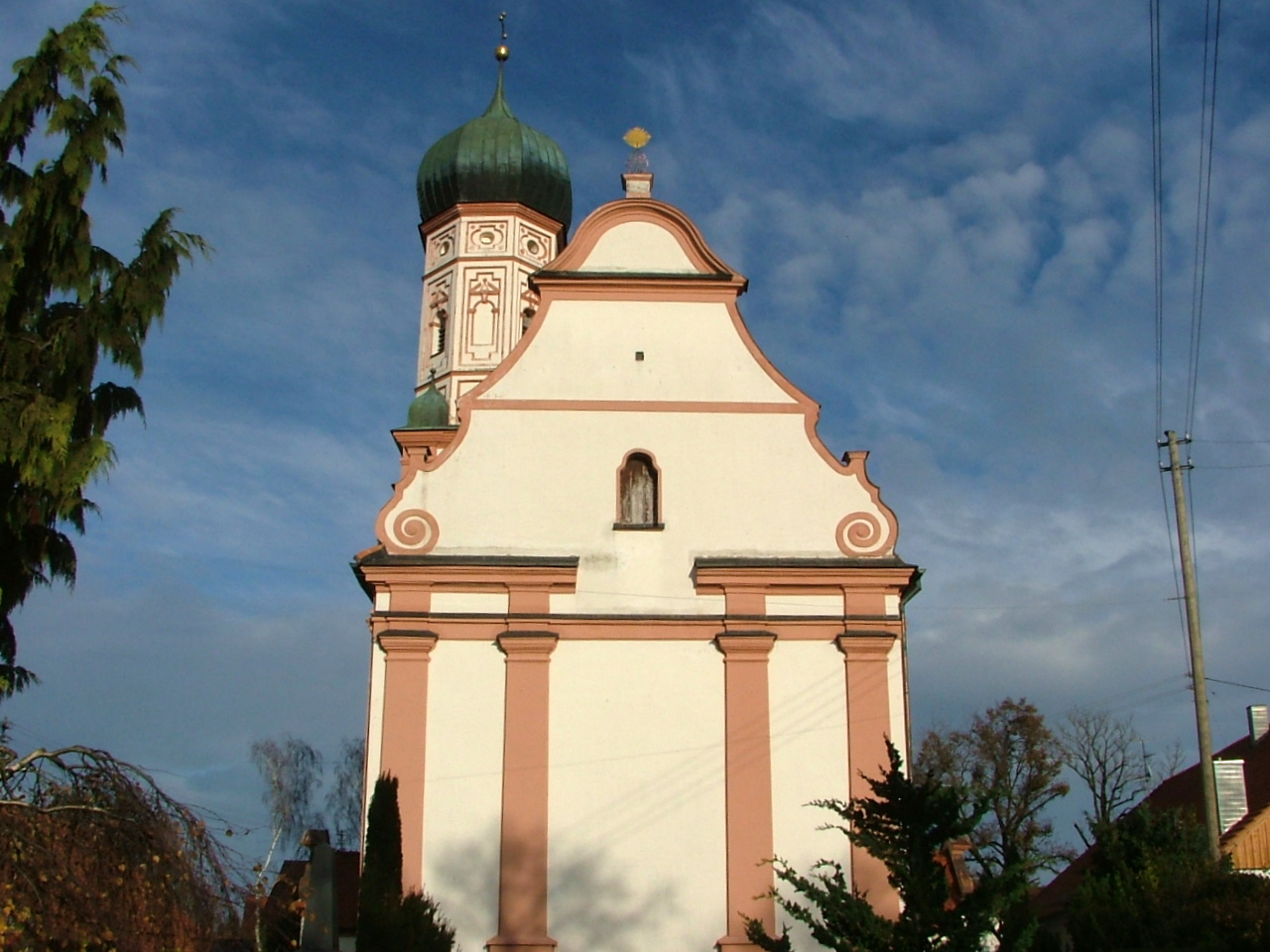
Oberostendorf
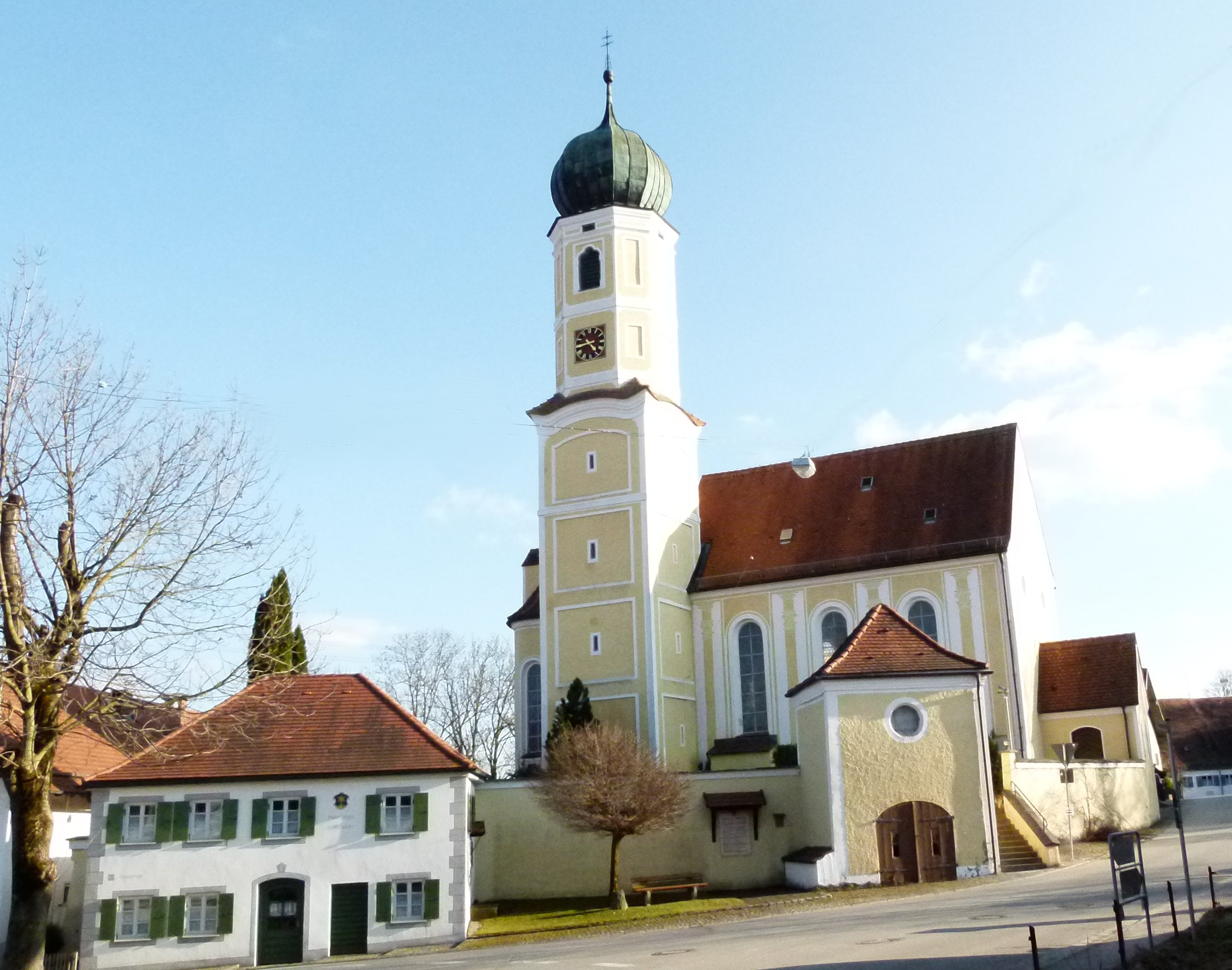
Pfarrkirche von Gutenberg
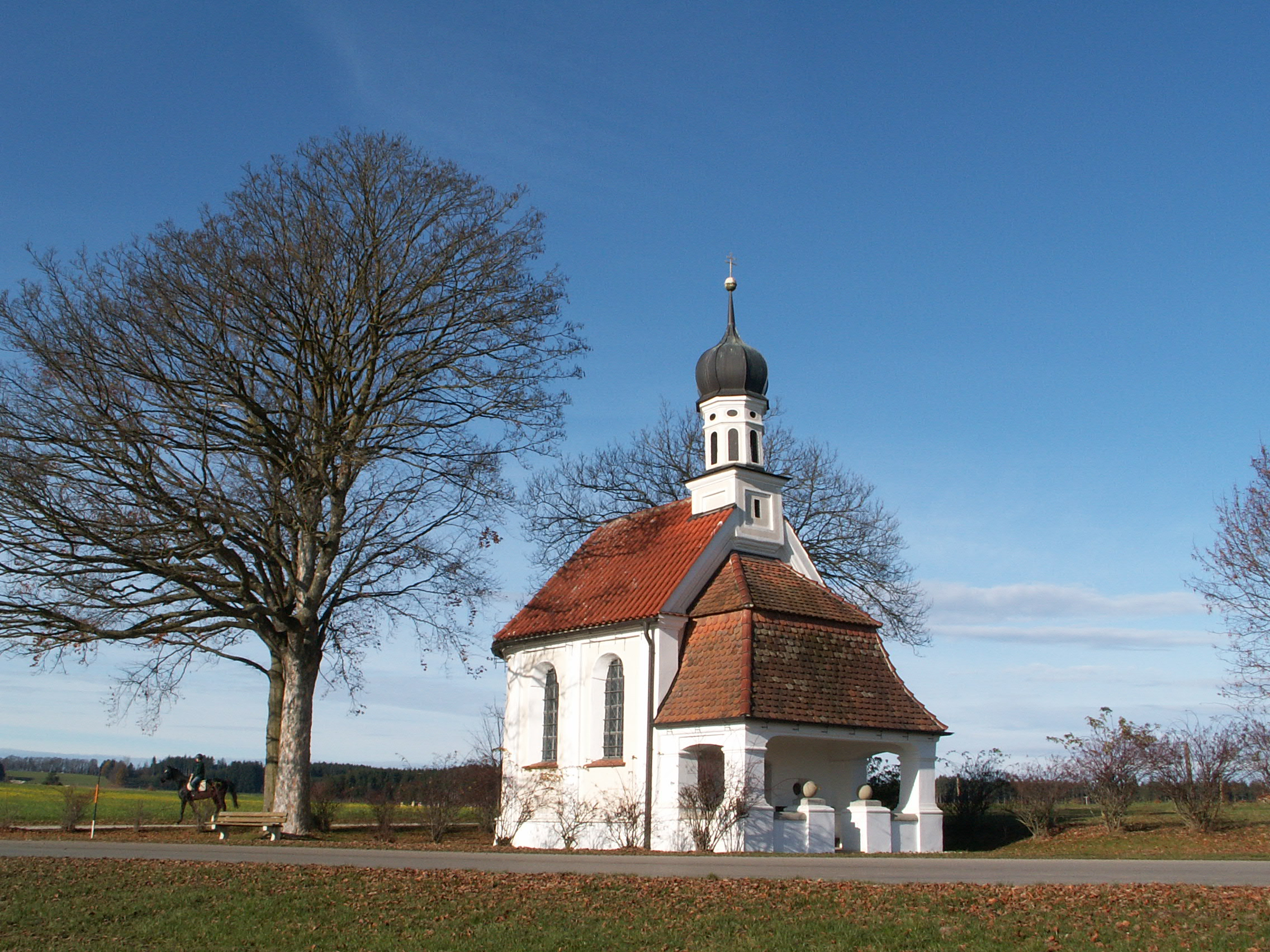
Kapelle Hl. Dreifaltigkeit bei Gutenberg
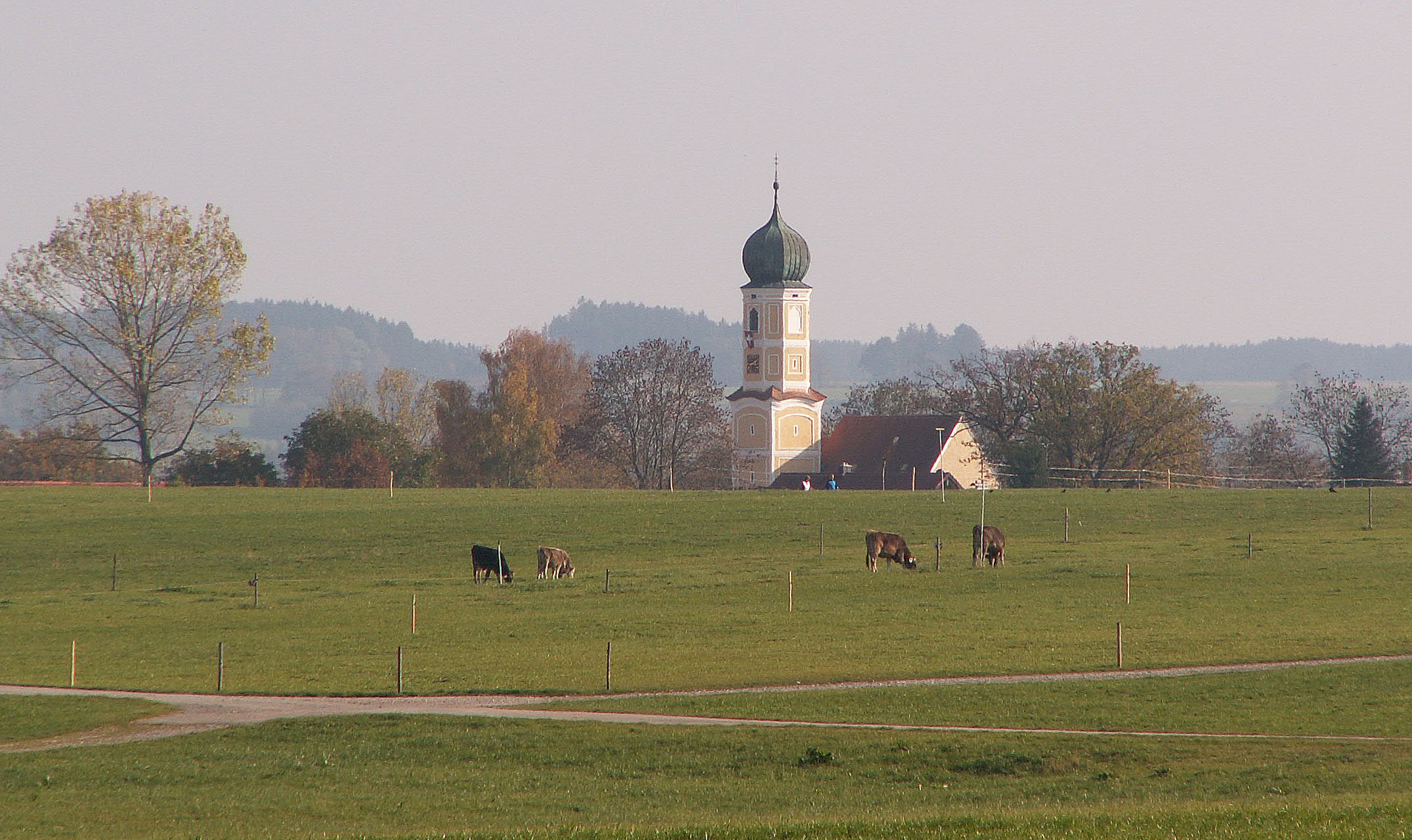
Gutenberg von Westen
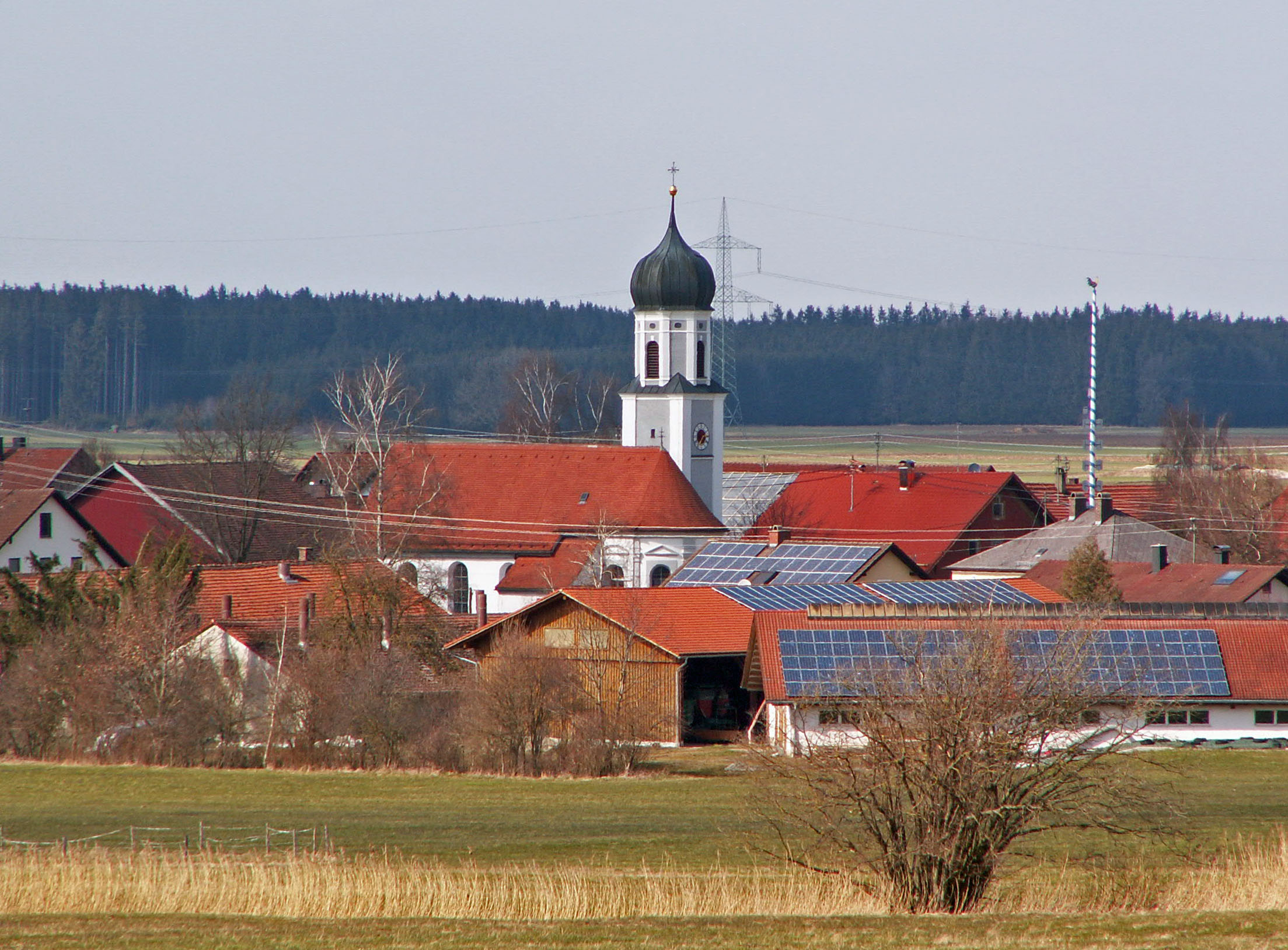
Lengenfeld von Süden
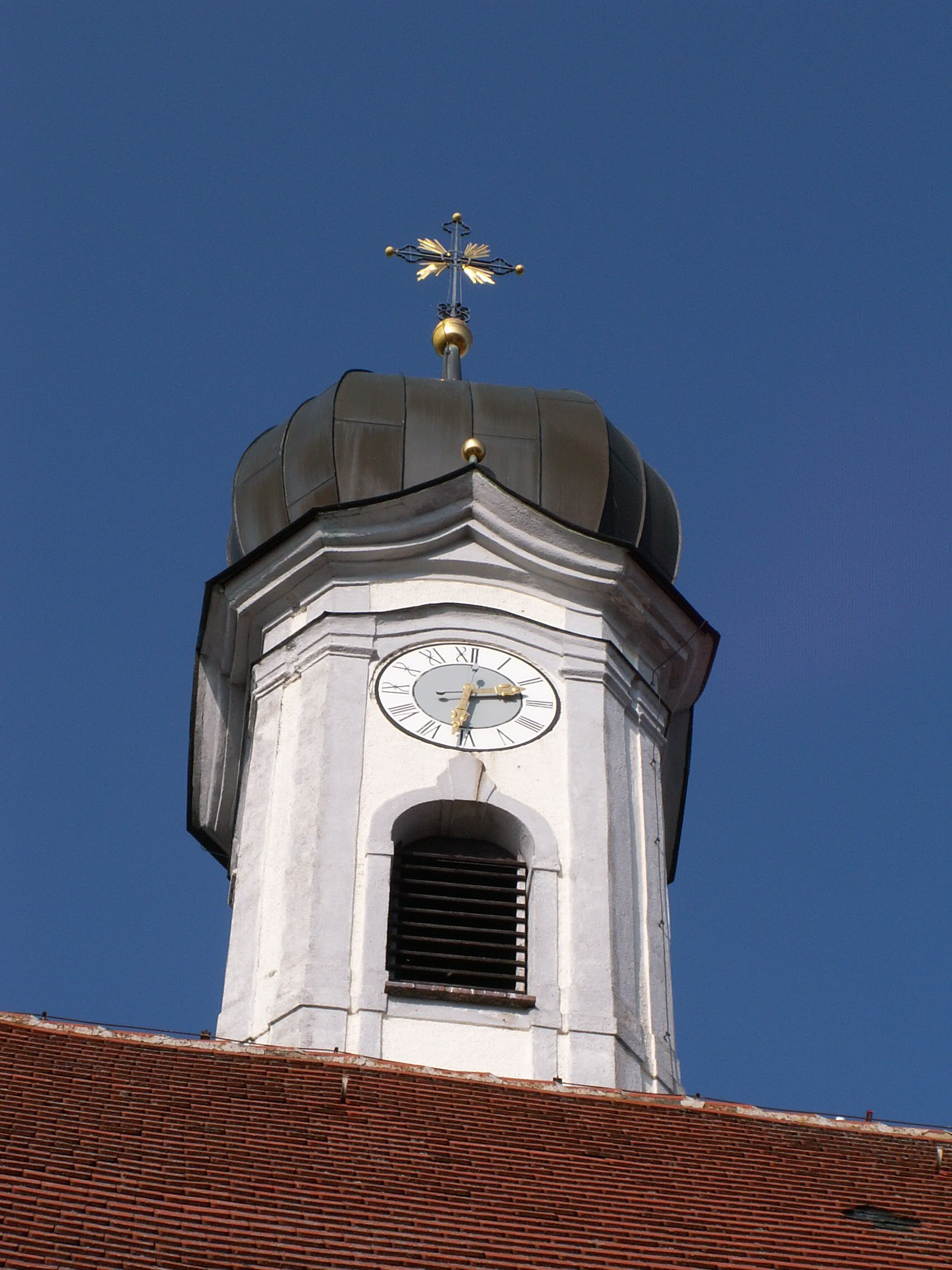
Kirchturm in Unterostendorf

## Wirtschaft und Infrastruktur

### Wirtschaft einschließlich Land- und Forstwirtschaft
Es gab im Jahr 2021 nach der amtlichen Statistik im Bereich der Land- und Forstwirtschaft 21, im produzierenden Gewerbe keine und im Bereich Handel und Verkehr 118 sozialversicherungspflichtig Beschäftigte am Arbeitsort. In sonstigen Wirtschaftsbereichen waren 183 Personen sozialversicherungspflichtig beschäftigt. Sozialversicherungspflichtig Beschäftigte am Wohnort gab es insgesamt 620. Im verarbeitenden Gewerbe gab es einen Betrieb, im Bauhauptgewerbe vier Betriebe. Zudem bestanden im Jahr 2020 43 landwirtschaftliche Betriebe mit einer landwirtschaftlich genutzten Fläche von 1717 ha. Davon waren 1034 ha Ackerfläche und 683 ha Dauergrünfläche.

### Verkehr
Oberostendorf liegt direkt an der Staatsstraße 2035.
Der Bahnhof Buchloe (zwölf Kilometer entfernt) ist der Knotenpunkt der Eisenbahnstrecken Buchloe–Lindau und Buchloe–Memmingen mit IC-Anschluss sowie EC-Direktverbindungen in die Schweiz.

### Bildung
Es gibt folgende Einrichtung (Stand: 1. März 2023):
- 1 Kindertageseinrichtung: 85 Kindergartenplätze mit 72 Kindern, darunter neun Kinder unter drei Jahren

## Persönlichkeiten
Aus Lengenfeld, Gemeinde Oberostendorf stammt der katholische Moraltheologe Jakob Danzer (1743–1796).